# Aida Satta Flores
Aida Satta Flores (Palermo, 21 settembre 1960) è una cantautrice italiana.

## Biografia
Cugina dell'attore Stefano Satta Flores, ha collaborato con tanti autorevoli colleghi artisti e musicisti. Prodotta da Edoardo De Angelis, Roberto Colombo, Gino Paoli, Beppe Vessicchio, Augusto Daolio e i Nomadi, Teodolindo Edmondo Negri, Leonardo Bruno, nel suo ultimo album Bellandare ha collaborato con lei, al pianoforte e voce Mimmo Locasciulli, alle chitarre Vincenzo Mancuso, al violoncello, Giovanni Sollima.
Nel 1985 vince il concorso voci nuove del Festival di Castrocaro ex aequo con Francesco Gualerzi.
Partecipa tre volte al Festival di Sanremo: nel 1986 con il brano Croce del Sud, firmata con Roberto Colombo ed Elio Aldrighetti. Nell'edizione del Festival di Sanremo 1989 è presente  con la canzone Certi uomini, che riceverà il Premio Rino Gaetano. Infine, al Festival  di Sanremo 1992, esegue Io scappo via, di cui è autrice.
Nel 1990 partecipa alla maratona di Telethon.
Nel 2005 Aida valorizza le bande di paese: con l'assessorato de Beni Culturali, che crede molto nell'idea di Aida di coniugare musica d'autore con le sonorità bandistiche, realizza molti concerti in compagnia delle Bande Siciliane, registrando i concerti e realizzando il CD-live "Aida Banda Flores".
Aida nel 2006 partecipa all'O' Scià, festival musicale italiano ideato da Claudio Baglioni.
Nel 2008 riceve il Premio Lunezia per il lavoro artistico e letterario, il Premio Mia Martini nella sezione Donna Live ed è ospite al Premio De André, interpretando una versione di Don Raffaè.
Tra il 2008 e il 2009 partecipa a molti concerti per LIBERA, sui terreni confiscati alla mafia, insieme ai Modena City Ramblers.
Nel 2009 conquista il Premio della Critica e Premio per la migliore musica con la canzone A cuore nudo al Festival degli Autori di Sanremo, il Premio Fuori dal coro" e "Miglior tour 2009" al Festival Internazionale Suoni dal Salento e il Premio al Festival "Contro" a Castigliole Lanza (Asti).
Nel 2012 inserisce una sua canzone, "Ninna nanna d'amore", nella compilation "Dal profondo", prodotta dalla casa discografica Latlantide, a sostegno del progetto "Un pozzo per l'Africa".
Nel 2013 sostiene un progetto medico sociale dell'Ospedale Fatebenefratelli di Palermo, per la creazione di posti letto destinati a diseredati e barboni.

## Discografia

### Album
- 1993: Il profumo dei limoni CDG
- 2003: Voglio Portarti Musica Panastudio Productions
- 2006: Aida Banda Flores (CD live) EMI
- 2008: Aida Banda Flores (CD + DVD live) Latlantide/EMI
- 2015: Bellandare ARTE SENZA FINE/RISERVA SONORA

### Singoli
- 1986: Croce del sud/Alkaïd (DDD, DDD A 6919)
- 1989: Certi uomini/Dove guarda il cielo (Carosello , CI 20553)
- 1992: Io scappo via/Le mie mele (CGD, 9031 77174-7)
- 1992: Un bersaglio al centro ft Augusto Daolio
- 2004: La voce dell'amore
- 2009: A cuore nudo
- 2014: Tacco e Stacco ft Giovanni Sollima

## Teatro
- 2000: Annata ricca
- 2001 e 2004: Sogno l'Africa ma mi esprimo in italiano

## Televisione
- 1981 - RAI 3 Partecipa al festival Cantamare
- 1981 - RAI 1 Partecipa e vince il concorso "Teen-agers"
- 1985 RAI 1 Vince il Festival di voci nuove di Castrocaro, con "Alkaid"
- 1986 RAI 1 Partecipa al Festival di Sanremo con "Croce del Sud"
- 1989 RAI 1 Partecipa al Festival di Sanremo con "Certi uomini"
- 1990 Maratone di Telethon reti RAI
- 1992 RAI 1 Partecipa al Festival di Sanremo con "Io scappo via"
- 1992/ 1993/ 1995 Una canzone di Aida, "Un bersaglio al centro", entra nella storia in duetto con Augusto Daolio, resta sigla televisiva del programma "Bella Estate"
- 2001 Tutti in piazza a capodanno Aida canta insieme a tanti altri artisti, tra cui Lucio Dalla RAI 1